# 任舜臣
任舜臣（1478年—？年），字承華，陝西西安府三原縣人，軍籍，治《易經》，明朝政治人物。

## 生平
陝西鄉試第九名舉人。正德六年（1511年）中式辛未科進士。正德七年（1512年），授長洲縣知縣，卒於任。

## 家族
曾祖任永；祖父任敬；父任珣，母段氏。